# 샤르에 수헤테
샤흐레 수흐테(페르시아어: شهر سوخته Shahr-e Sūkhté' 또는 Shahr-e Sukhteh) 또는 샤흐레 쇼흐타(Shahr-i Shōkhta)는 지로프트 문화(Jiroft culture)와 관련이 있는 꽤 규모가 큰 청동기 시대 도시의 유적이다. "사르에 수헤테"는 불타버린 도시를 뜻한다. 이 유적지는 이란의 남동쪽에 있는 시스탄 & 발루체스탄 주의 자헤단과 자볼을 연결하는 도로 가까이의 헬만드강 유역에 위치하고 있다. 이 유적지를 유네스코 세계 유산으로 등재하기 위한 신청서가 현재 제출되어 있는 상태이다.
이 불타버린 도시가 어떻게 갑작스럽게 나타나게 되었으며 또한 갑작스럽게 사라지게 되었는지에 대해서는 그 이유가 지금도 여전히 수수께끼이다. 이 도시에서 발견되어 복원된 유물들은 당시의 이 도시 근처의 문명들, 즉 원시 엘람 문명과 메소포타미아의 문명들과 시대가 맞지 않는다. 이 때문에 학자들은 샤르에 수헤테가 최초의 고대 문명이라고 알려진 고대 메소포타미아의 문명과는 독립적인 문명이 선사시대 페르시아의 동부에 존재했다는 것을 보여주는 구체적 증거일 수 있다고 보고 있다.